# Noordelijke Provincie
De Noordelijke Provincie (Singalees: Uturu paḷāta; Tamil: Vaṭakku mākāṇam) is een provincie van Sri Lanka. De hoofdstad is Jaffna en de provincie heeft 1.040.963 inwoners (2001). Een andere grote stad is Mannar.

## Geschiedenis en politiek
De provincie is het bolwerk van de Sri Lankaanse Tamils. Op het grondgebied van de huidige provincie lag ooit het Tamil-koninkrijk Jaffna. Het gebied vormt het hart van Tamil Eelam, de onafhankelijke staat waar separatistische Tamil-groeperingen naar streven. De Sri Lankaanse burgeroorlog heeft in de Noordelijke Provincie zijn wortels en wordt anno 2007 voor een groot deel overheerst door de Tamil Tijgers. Jaffna en Mannar zijn echter onder controle van de Sri Lankaanse overheid.
De overheid van Sri Lanka had het in 1987 tijdelijk samengevoegd met de Oostelijke Provincie als de door de Tamils gedomineerde Noordoostelijke Provincie. In 2007 werden de twee provincies weer van elkaar gescheiden na een uitspraak van het Hooggerechtshof van Sri Lanka.

## Bestuurlijke indeling
De provincie bestaat uit vijf districten, dit zijn:
- Jaffna
- Mannar
- Vavuniya
- Mullaitivu
- Kilinochchi

Centrale Provincie (Kandy · Matale · Nuwara Eliya) · Oostelijke Provincie (Ampara · Batticaloa · Trincomalee) · Noordelijke Centrale Provincie (Anuradhapura · Polonnaruwa) · Noordelijke Provincie (Jaffna · Kilinochchi · Mannar · Mullaitivu · Vavuniya) · Noordwestelijke Provincie (Kurunegala · Puttalam) · Sabaragamuwa (Kegalle · Ratnapura) · Uva (Badulla · Moneragala) · Westelijke Provincie (Colombo · Gampaha · Kalutara) · Zuidelijke Provincie (Galle · Hambantota · Matara)